# Ягнило (община Владичин хан)
Вижте пояснителната страница за други значения на Ягнило.
Ягнило (на сръбски: Јагњило или Jagnjilo) е село в Югоизточна Сърбия, Пчински окръг, община Владичин хан.

## Население
Според преброяването на населението от 2011 г. селото има 73 жители.

### Етнически състав
Данните за етническия състав на населението са от преброяването през 2002 г.
- сърби – 106 жители (100%)